# الدوري العراقي الممتاز 2013–14
الدوري العراقي الممتاز للموسم 2013/2014 وهو الموسم الأربعين من دوري كرة القدم الرسمي في العراق لأندية الدرجة الممتازة في العراق والذي نظمه الاتحاد العراقي لكرة القدم وانطلق يوم الثلاثاء 29 أكتوبر 2013.

## الفرق المشاركة
يشارك في هذه البطولة 16 نادياً وهذا العدد أقل بفريقين من العام الماضي بعد هبوط أندية الكهرباء والسليمانية والصناعة وكركوك بينما صعد ناديا الكرخ ونفط ميسان.

## الملاعب
| الفريق            | المدينة | الملعب            | الاستيعاب |
| ----------------- | ------- | ----------------- | --------- |
| مباريات مختارة    | بغداد   | ملعب الشعب        | 60,000    |
| الكرخ             | بغداد   | ملعب الكرخ        | 10,000    |
| الميناء           | البصرة  | ملعب الميناء      | 10,000    |
| النفط             | بغداد   | ملعب النفط        | 3,000     |
| القوة الجوية      | بغداد   | ملعب القوة الجوية | 10,000    |
| الشرطة            | بغداد   | ملعب الشرطة       | 10,000    |
| الطلبة            | بغداد   | ملعب الكرخ        | 10,000    |
| الزوراء           | بغداد   | ملعب الزوراء      | 12,000    |
| بغداد             | بغداد   | ملعب بغداد        | 5,000     |
| نادي دهوك العراقي | دهوك    | ملعب دهوك         | 30,000    |
| أربيل             | أربيل   | ملعب فرانسو حريري | 40,000    |
| كربلاء            | كربلاء  | ملعب كربلاء       | 5,000     |
| مصافي الوسط       | بغداد   | ملعب المصافي      | 5,000     |
| نفط الجنوب        | البصرة  | ملعب نفط الجنوب   | 3,000     |
| نفط ميسان         | العمارة | ملعب نفط ميسان    | 10,000    |
| النجف             | النجف   | ملعب النجف        | 15,000    |
| زاخو              | زاخو    | ملعب زاخو         | 6,000     |

## نهاية البطولة
- اختتمت البطولة قبل انتهاء مبارياتها بسبب تأخرها وكثرة مشاركات المنتخبات والفرق العراقية وبسبب الوضع الأمني.
- اتحاد الكرة قرر إنهاء الدوري واعتماد النتائج كما هي طبقا لآخر دور أقيم فعلا من المسابقة ، وتبعا للموقف الأخير للترتيب في الدوري يوم 18 حزيران 2014.
- وقرر تسمية فريق الشرطة أولاً وليس بطلاً، كما اعتمد فريق أربيل ثانياً وليس وصيفاً ، مؤكداً اعتبار فريق بغداد ثالثاً وفريق القوة الجوية رابعاً.